# Ferrovia San Gallo-Trogen
La ferrovia San Gallo-Trogen (in tedesco Trogenerbahn, acronimo TB) è una linea ferroviaria a scartamento metrico della Svizzera che oggi fa parte del gruppo Appenzeller Bahnen.

## Storia

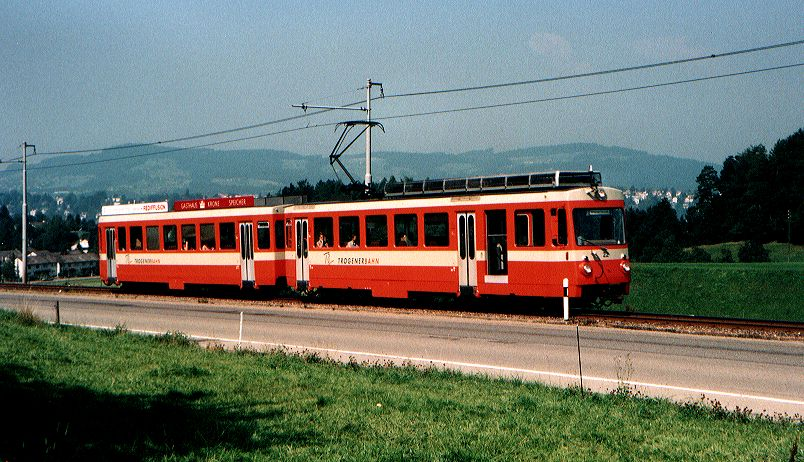
Un convoglio tra San Gallo e Speicher

Nel 1900 si costituì la società Strassenbahn St.Gallen-Speicher-Trogen per la costruzione e l'esercizio di una linea a scartamento ridotto (1000 mm) tra il centro abitato di San Gallo, capoluogo dell'omonimo cantone, Speicher e Trogen nel cantone di Appenzello esterno, in base ad una concessione federale ottenuta l'anno precedente.
La linea venne inaugurata il 10 luglio 1903; il traffico passeggeri iniziò subito, mentre quello merci fu attivato il successivo 14 ottobre.
La società concessionaria cambiò ragione sociale nel 1961 in Trogenerbahn AG.
La stazione centrale di San Gallo è oggi, (2011), un nodo ferroviario importante per tutta la Svizzera orientale: si può raggiungere con la ferrovia la regione renana, la regione del lago di Costanza, l'Appenzello e la Svizzera centrale. Nel gennaio del 2006 la ferrovia è entrata a far parte del gruppo societario Appenzeller Bahnen.
Oggi la linea è classificata come S21 nella rete celere di San Gallo.
Dal 9 dicembre 2018 la linea è stata raccordata con la vicina ferrovia San Gallo-Gais-Appenzello, permettendo l'effettuazione di corse tra Trogen ed Appenzello (Durchmesserlinie).

## Caratteristiche
La linea, a scartamento metrico, è lunga 9,8 km. La linea è elettrificata a corrente continua con la tensione di 1.500 V (750 V fino al 1933, 900 V dal 1933 al 1942, 1000 V dal 1942 al 2018). La pendenza massima raggiunta dal percorso, tutto ad aderenza naturale, è del 76 per mille; si tratta della massima pendenza superata da una ferrovia svizzera senza l'aiuto della cremagliera. La ferrovia, in parte del suo percorso si svolge su tratta urbana comune con la circolazione stradale in maniera analoga alle tranvie. La tensione di linea in tale tratto è abbassata a 600 volt come per i tram urbani.
Un tratto di circa 1,5 km è a doppio binario, utilizzato sino al 1957 anche dalla rete tranviaria di San Gallo.

## Percorso
| Continuation backward |

| Station on track |

| Unknown route-map component "KMW" |

| Stop on track |

| Stop on track |

| Stop on track |

| Unknown route-map component "KMW" |

| Stop on track |

| Unknown route-map component "eHST" |

| Station on track |

| Station on track |

| Stop on track |

| Unknown route-map component "STR+GRZq" |

| Station on track |

| Stop on track |

| Station on track |

| Station on track |

| Stop on track |

| End station |

## Materiale rotabile
Il materiale rotabile originario era costituito da quattro elettromotrici a carrelli con vano bagagliaio e postale (serie CFZe 4/4 1÷4), tutte costruite dalla SIG con parte elettrica MFO; nel 1906 venne consegnata dalla SWS una quinta elettromotrice.
Tra il 1952 e il 1953 SWP e MFO consegnarono tre nuove elettromotrici (serie CFe 4/4 6÷8); nel 1965 la Trogenerbahn rilevò dalla cessata rete tranviaria di Losanna altre tre elettromotrici (BDe 4/4 3÷5) costruite dieci anni prima da ACMV e BBC.
La consegna tra il 1975 e il 1977 di cinque complessi motrice-rimorchiata (serie BDe 4/8 21÷25) realizzati da FFA, SWP e BBC permise l'accantonamento delle motrici della prima dotazione e di quelle ex Losanna: queste ultime vennero cedute nel 1977 alla società austriaca Stern & Hafferl, mentre delle prime rimase solo la motrice numero 1 (rinumerata 23 nel 1964) ceduta nel 1975 al Tram-Museum Zürich.
Dal 2004 sono stati consegnati dalla Stadler cinque elettrotreni (serie Be 4/8 31÷35) che hanno rimpiazzato i convogli risalenti agli anni Settanta, in parte ceduti alla ferrovia del Renon. Tali convogli sono stati a loro volta sostituiti e ceduti alla tranvia Neuchâtel-Boudry in seguito alla consegna, dal 2018, degli Stadler Tango acquistati per l'apertura della Durchmesserlinie.